# L'Enfer de Dante avec le commentaire de Guido da Pisa
L'Enfer de Dante avec le commentaire de Guido da Pisa est un manuscrit enluminé de l'Enfer tiré de la Divine Comédie de Dante Alighieri contenant un commentaire de l'auteur Guido da Pisa. Il est conservé au musée Condé (Ms.597). Il s'agit de l'un des plus anciens manuscrits de la Divine Comédie enluminé, contenant 55 miniatures. 

## Historique du manuscrit
Ce manuscrit est celui d'un des tout premiers commentaires de l'œuvre de Dante. Il a été écrit par l'écrivain et religieux carme Guido da Pisa à destination de Lucano Spinola, membre d'une riche famille génoise. Plusieurs hypothèses se sont succédé au sujet de la datation précise de ce manuscrit. À l'occasion des premières publications du texte au début du XXe siècle, il est daté avant 1333, cependant Francesco Mazzoni (it) propose de le dater vers 1343-1345. Cependant, la critique textuelle a depuis avancé la date aux années 1327-1328 et a localisé l'activité de Guido à cette époque à Florence, là où les carmes avaient installé un studium. 
La famille Spinola a possédé entre la fin du Moyen Âge et l'époque moderne plusieurs autres manuscrits prestigieux : les Heures de Spinola (J. Paul Getty Museum, Ms. Ludwig IX 18), ou encore les Très Riches Heures du duc de Berry. Au XIXe siècle, le manuscrit de Dante appartient à la bibliothèque de la famille Archinto (it) à Milan. Cette bibliothèque est vendue à Londres en 1863. C'est à cette occasion qu'Henri d'Orléans, duc d'Aumale s'en porte acquéreur. Le manuscrit intègre sa bibliothèque lors de son installation au château de Chantilly en 1871 qui devient celle du musée Condé à sa mort en 1897.

## Attribution des miniatures
L'attribution des miniatures du manuscrit a aussi considérablement varié en fonction des historiens de l'art. Selon John Pope-Hennessy, elles sont de style florentine. Millard Meiss y voit plutôt un artiste pisan travaillant vers 1345 dans le cercle de Francesco Traini, auteur alors présumé de la fresque du Triomphe de la mort du Camposanto monumentale de Pise. Cependant, par la suite, Luciano Bellosi parvient à démontrer que la fresque a été réalisée plutôt, dans les années 1330 et sans doute par Buonamico Buffalmacco, ce qui empêche de leur attribuer le manuscrit. Selon Pier Luigi Mulas, l'artiste serait plutôt siennois. Plusieurs détails sont repris d'œuvres d'artistes provenant de cette ville : la miniature du Festin de Balthazar (f.31) contient un centurion qui est repris de celui présent dans la fresque de La Flagellation de Pietro Lorenzetti (Basilique Saint-François d'Assise). Dans la même miniature, le personnage de Daniel reprend la même attitude que celle du Christ à Emmaüs de La Maestà de Duccio di Buoninsegna. Enfin, au folio 33v, le pape Boniface VIII s'assoit sur un faudesteuil inspiré de celui de La Renonciation de saint Martin de Simone Martini toujours à la basilique d'Assise. 

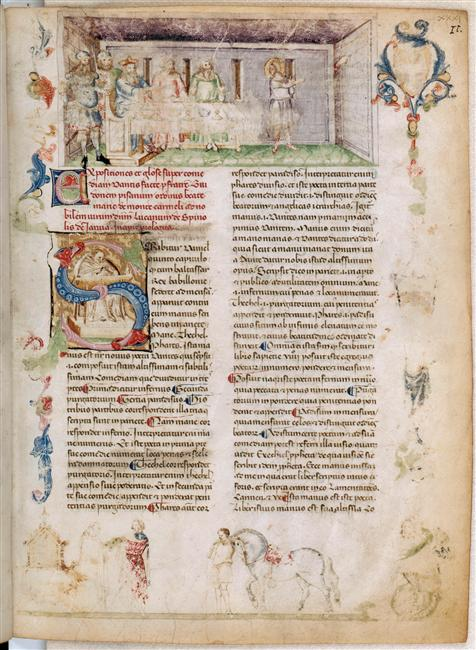
F.31 : le Festin de Balthasar
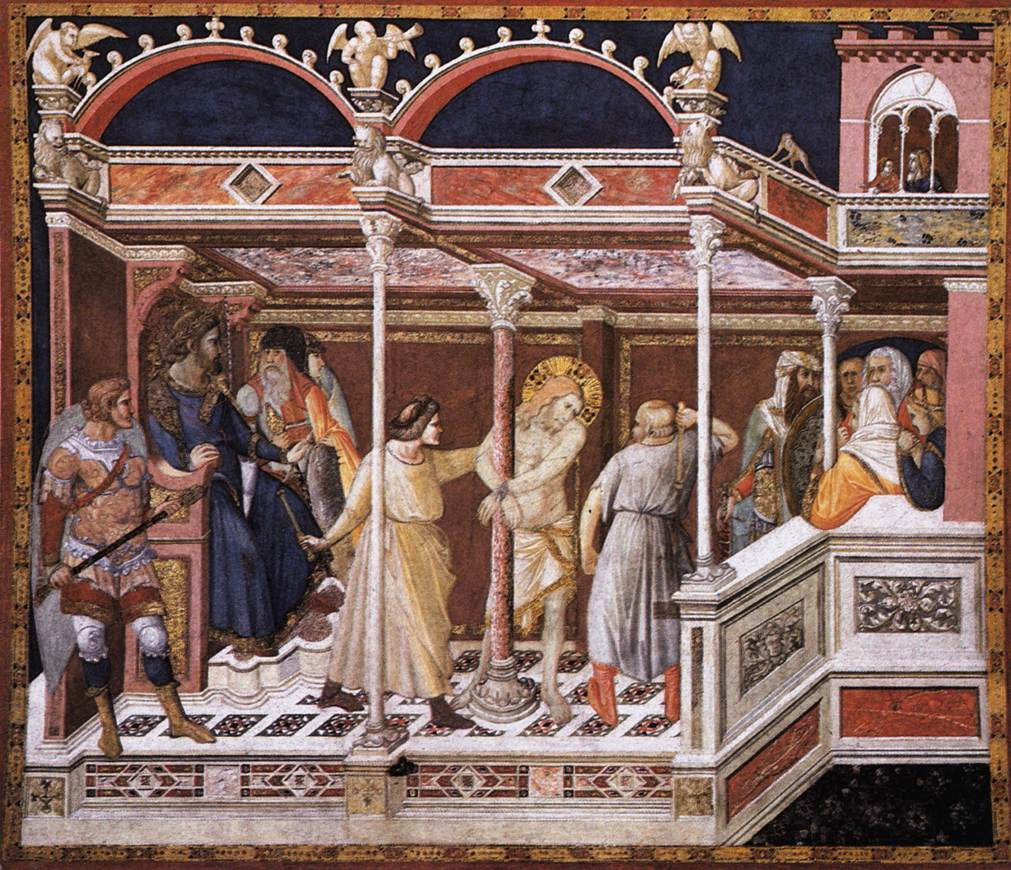
La Flagellation du Christ par Pietro Lorenzetti
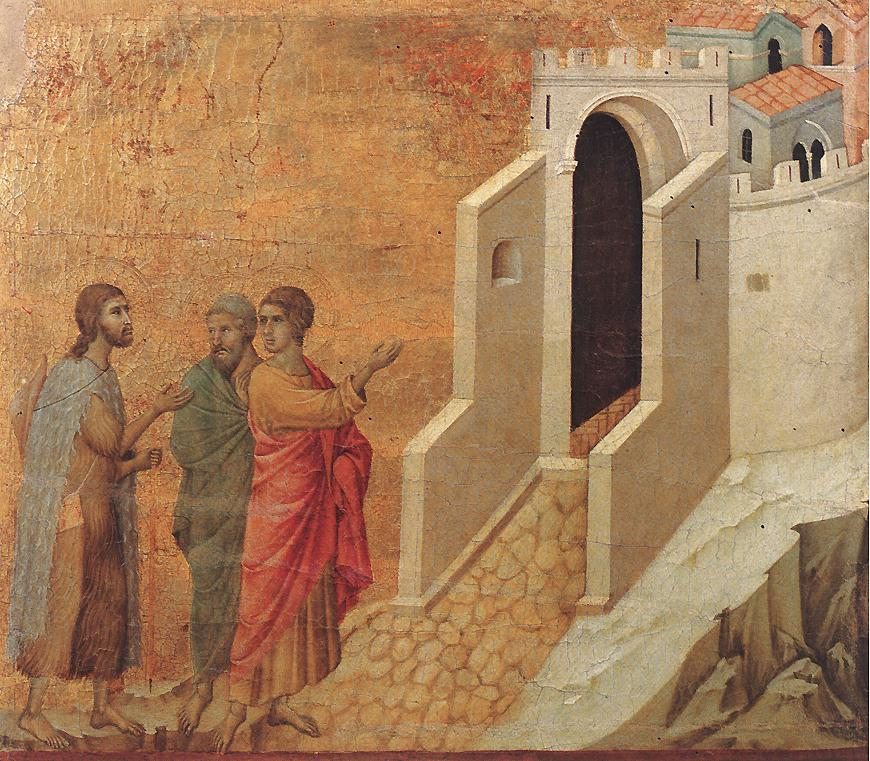
Sur la route d'Emmaüs par Duccio di Buoninsegna

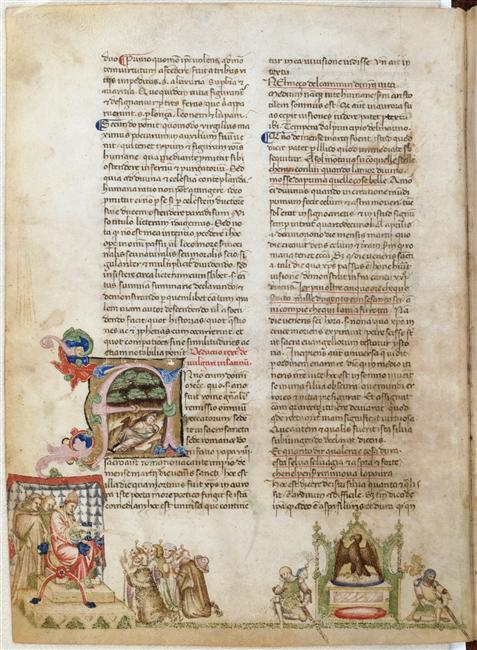
F.33v : Le Pape Boniface VIII
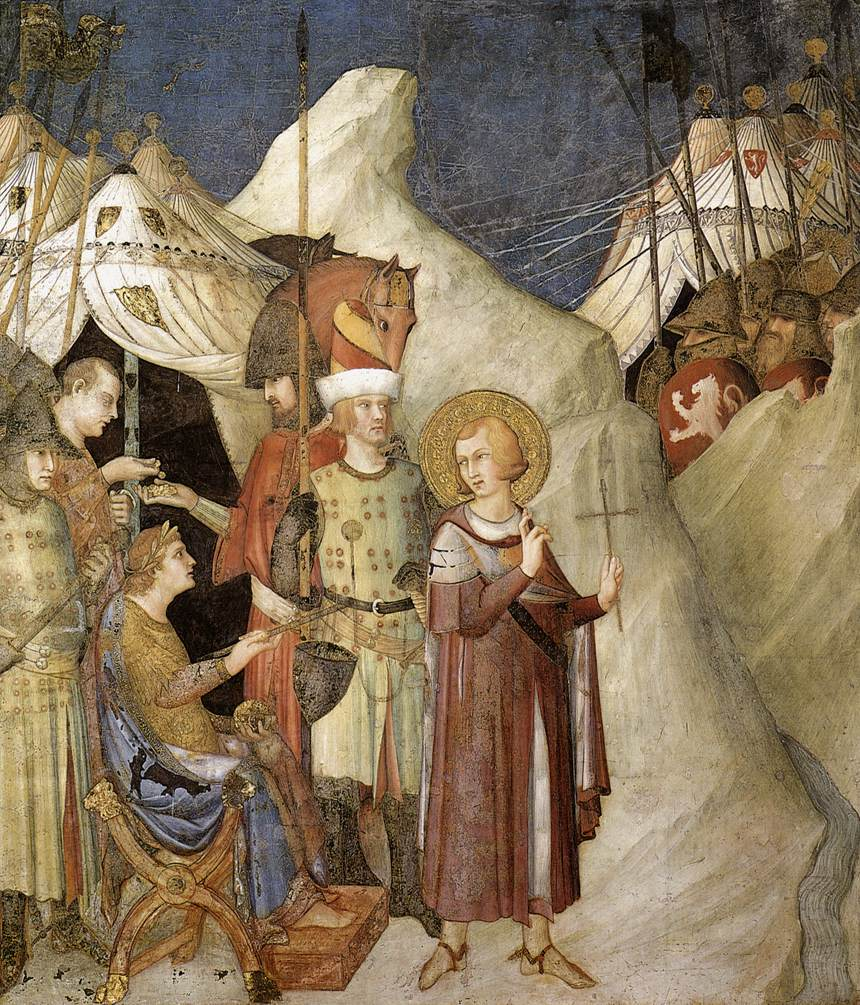
Le renoncement de saint Martin par Simone Martini

## Description
Le manuscrit contient 55 miniatures, à la gouache ou à l'aquarelle, presque toutes situées dans le bas des marges du texte. Il contient uniquement le cantica de l'Enfer, du folio 1 à 30 puis le commentaire de Guida de Pise du folio 31 à 233, qui reste incomplet car des feuillets sont manquants à la fin. Le manuscrit s'achève par un poème de dédicace à partir du folio 234, qui lui-même fait l'objet d'un commentaire dans les marges. 
L'enlumineur s'est probablement inspiré de modèles antiques dans la représentation des corps nus très présents dans l'œuvre de Dante, tout en faisant preuve d'innovations avec des postures inédites : l'hallali où Giacomo di Sant'Andrea est dévoré par les chiens (Chant XIII) évoque les bas-reliefs représentant Méléagre ou Actéon. La figure de Brunetto Latini lors de sa rencontre avec Dante (Chant XV) et peut-être inspirée d'un camée représentant Mercure ou Persée, mais avec quelques nuances comme un dos plus cambré et des jambes plus raides pour donner l'impression de l'attente.